# Platycerium alcicorne
Platycerium alcicorne là một loài thực vật có mạch trong họ Polypodiaceae. Loài này được (Willemet) Desv. miêu tả khoa học đầu tiên năm 1827.

## Hình ảnh

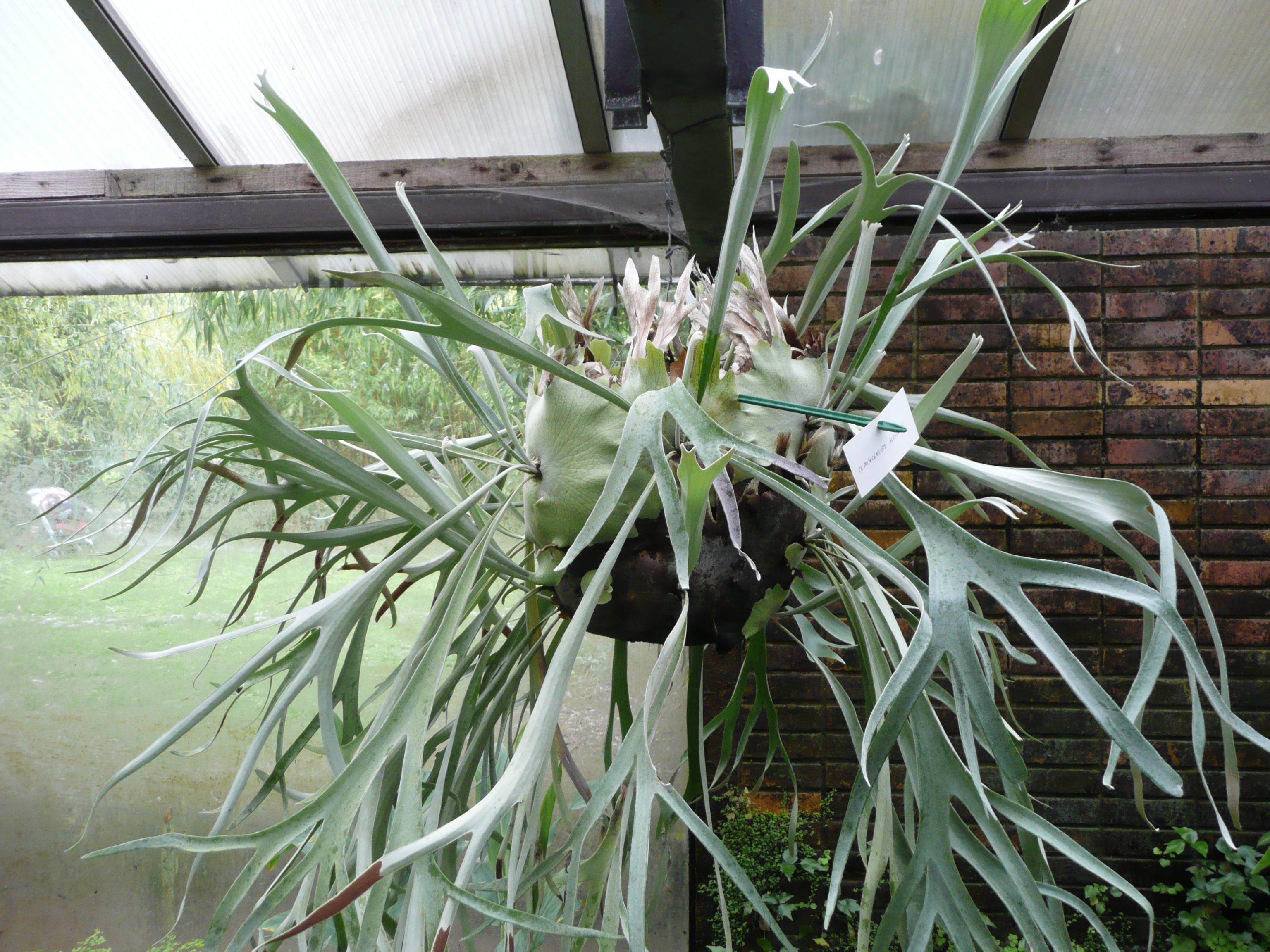
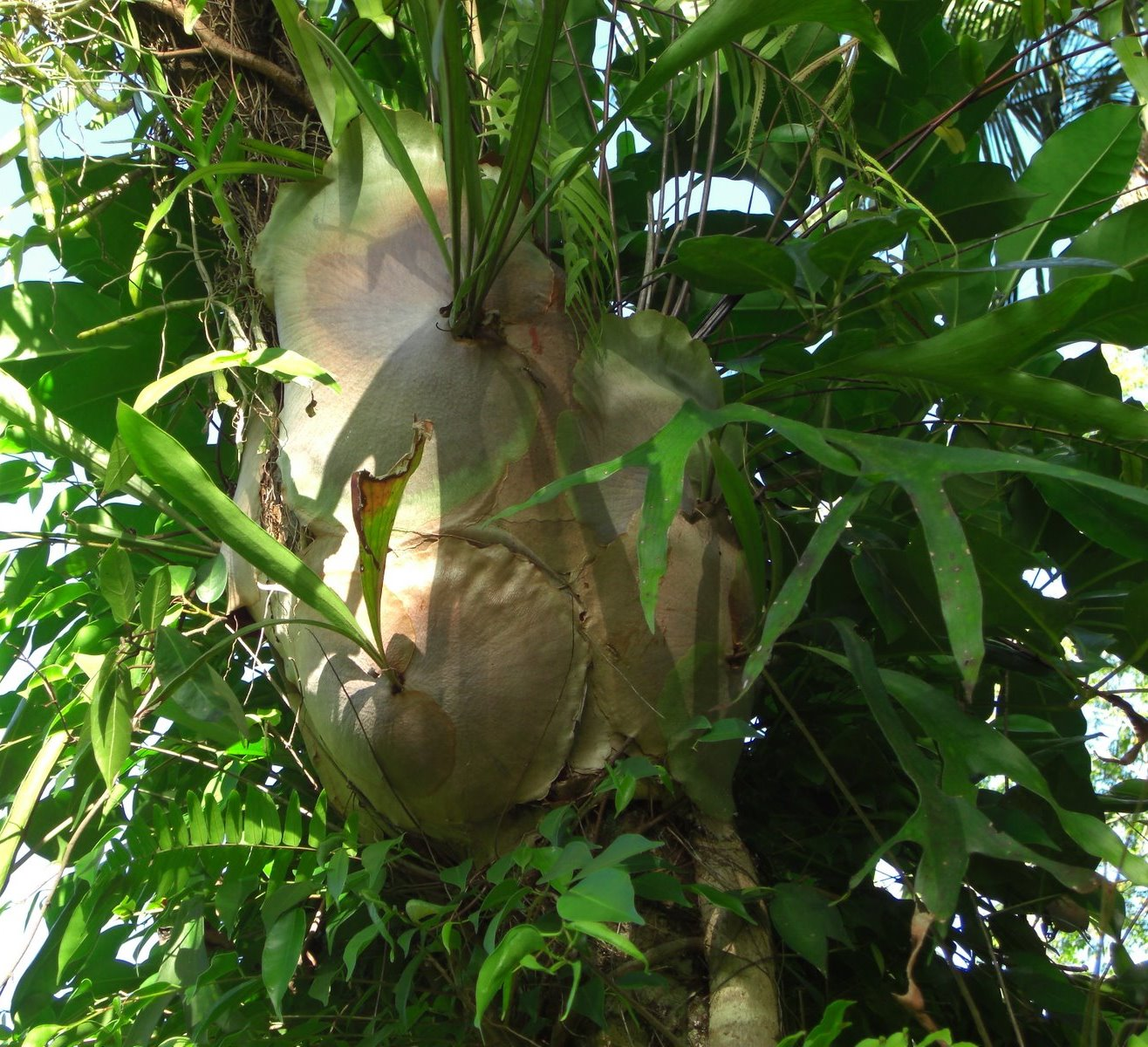
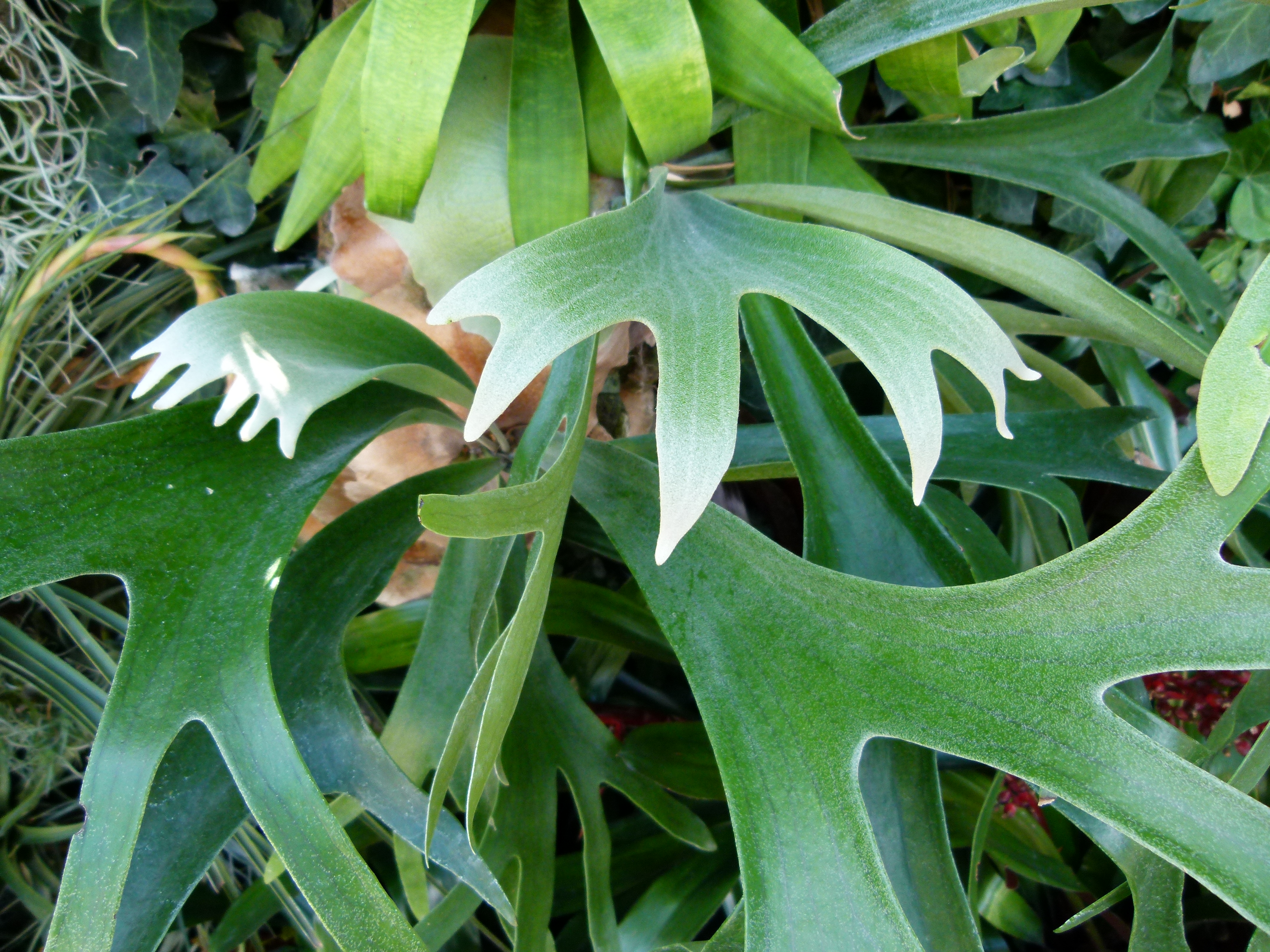
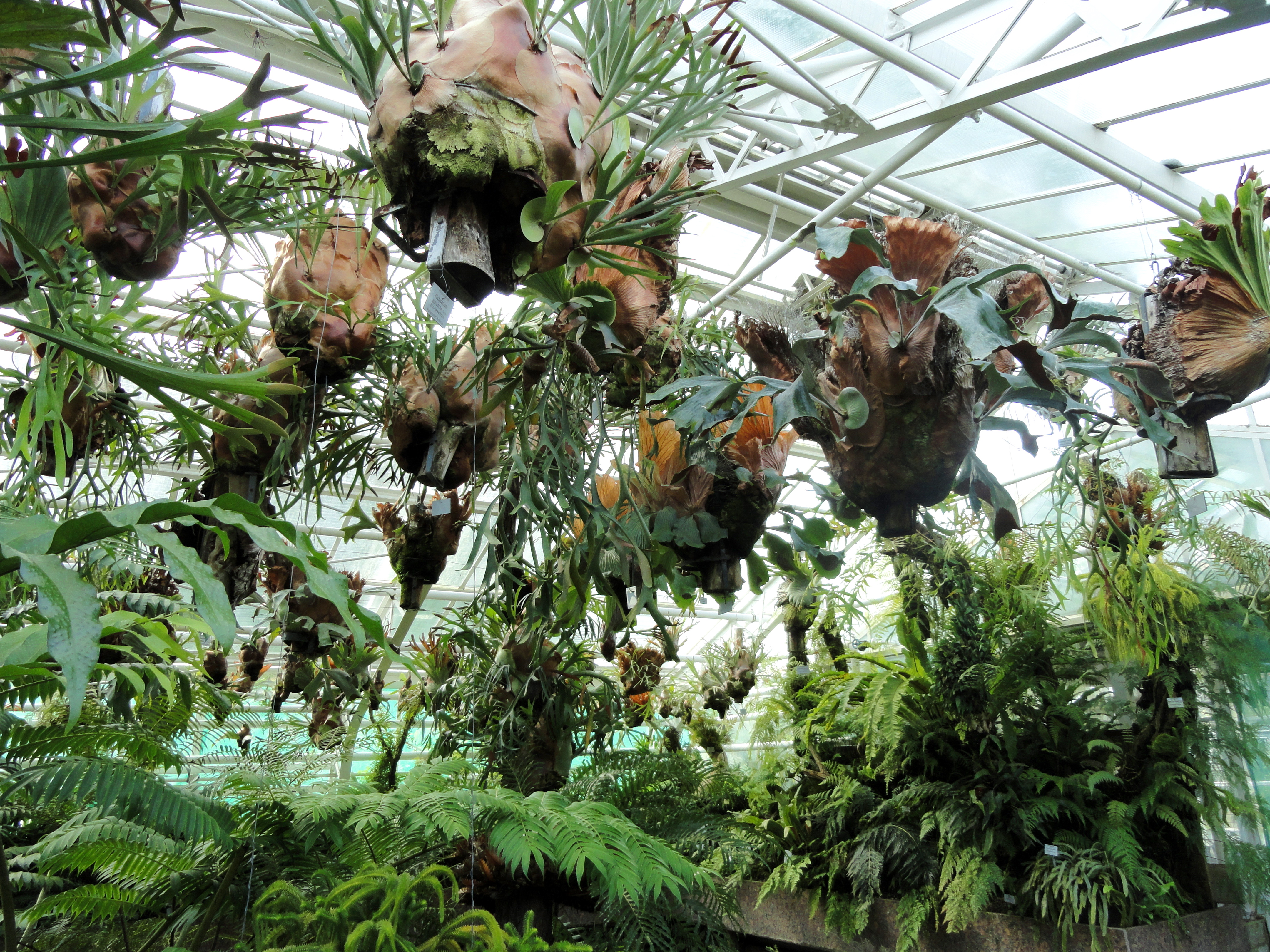